# Сепис
Сепис — река в России, протекает по Республике Коми. Устье реки находится на высоте 119 м над уровнем моря в 4 км по правому берегу реки Лётма. Длина реки составляет 12 км.

## Данные водного реестра
По данным государственного водного реестра России относится к Двинско-Печорскому бассейновому округу, водохозяйственный участок реки — Вычегда от истока до города Сыктывкар, речной подбассейн реки — Вычегда. Речной бассейн реки — Северная Двина.
Код объекта в государственном водном реестре — 03020200112103000018921.